# ノルニコチン
ノルニコチン (Nornicotine) は、タバコ属等の様々な植物に含まれるアルカロイドである。化学構造的にはニコチンに類似するが、メチル基がない。
発がん性物質N-ニトロソノルニコチンの前駆体であり、タバコの製造中に生成される。